# Juan Fernández de Heredia
Juan Fernández de Heredia, aragonc vitez, * 1310, † 1396.
Med letoma 1377 in 1396 je bil veliki mojster vitezov hospitalcev.
1. 1 2  Record #104305703 // Gemeinsame Normdatei — 2012—2016.
2. ↑  SNAC — 2010.
3. ↑  Trove — 2009.
4. ↑  data.bnf.fr: platforma za odprte podatke — 2011.